# Bang och världshistorien
Bang och världshistorien är en svensk dokumentärfilm från 2008 i regi av Maj Wechselmann.
Filmen skildrar den svenska journalisten Barbro Alvings (signaturen Bang) liv och yrkesgärning. Den premiärvisades på Göteborgs filmfestival 28 januari 2008 och hade biopremiär på internationella kvinnodagen den 8 mars samma år.
Bang och världshistorien producerades av Wechselmann som även skrev manus tillsammans med Judith Hollander och Agneta Wallin. Filmen fotades av Hans-Åke Lerin, Göran Gester, Dirk Gräper, Peter Kruse och Wechselmann.